# Skiringsal
Skiringsal-kaupangen, oftest blot kaldet Kaupang, var en handelsplads, som lå ved Kaupangkilen i Viksfjord fem kilometer udenfor Larvik centrum. Havnebyen lå godt beskyttet bag Lamøya, og ligger i tidligere Tjølling kommune. Skiringssal-kaupangen betragtes som Norges første by. Man antager, at i 800-tallet kan der have boet 400–600 mennesker der.

## Forskningshistorien
I Heimskringlas Ynglingasaga finder man en antydning til en geografisk deling af Vestfold, som før rigssamlingen af Norge var et eget kongedømme. Det skulle bestå af Borre i nord og Skiringssal i syd. Borre kendte man godt, og ligeledes gravhøjene ved kirkestedet. For de gamle polyhistorer var imidlertid Skiringssal et mysterium. Mange forslag blev fremsatte, blandt andet af Gerhard Schøning. Han fremhævede, at Skiringssal må have været et vigtigt sted med kongesæde og "tempel", men han kunne ikke stedfæste det. I 1802 koplede den svenske historiker Jakob Frederik Neikter sagaernes Skiringssal til den såkaldte Ottars beretning, nedtegnet i England ca. 900. Her nævnes nemlig et sted kaldet Sciringes heal. Uafhængig af Neikter kom Nikolai Grundtvig til samme konklusion næsten 20 år senere. Men i 1815 konkluderede Rasmus Rask, at Sciringes heal måtte være identisk med Konghelle i Bohuslän. Da Rask senere blev kendt med Neikters syn, erklærede han sig enig i, at Sciringes heal uden tvivl var identisk med Skiringssal. Men allerede i 1800 antydede Henric Gabriel Porthan, at Sciringes heal måske måtte søges i Kristiansands stift. Senere er dette spørgsmål blevet taget op af Alvar Ellegård, Einar Gunnar Birgisson og Kjell-Olav Masdalen. I dag kan det ikke anses som videnskabeligt dokumenteret, at Sciringes heal var identisk med Skiringssal.
I 1822 faldt Jens Kraft imidlertid over to gamle dokumenter fra 1400-tallet; det ene anfører, at gården Guri i Tjølling siges at ligge i Skirikx Saal, det andet var en fortegnelse over gods tilhørende Tønsbergs Hospital, hvor et antal gårde i Tjølling ligger i Skirisall. Det er også Kraft, som for første gang fattede interesse for gårdnavnet Kaupang og mente, at der måtte have ligget en handelsplads et eller andet sted indenfor navnegårdens grænser.
Den første, som besøgte Kaupang og så det med historikerens blik, var Gerhard Munthe. Han lagde mærke til de store gravfelter på stedet, og koplede dem med en mulig markedsplads netop ved Kaupangkilen. I midten af 1830-erne var maleren Johannes Flintoe på Kaupang og lavede skitser, som han senere lavede et meget fantasifuldt billede af stedet i vikingtiden på grundlag af. I 1845 kom maleren Christian Zeuthen på initiativ af historikeren Christian Lange. Han lavede flere skitser af fortidsminderne på Kaupang, deriblandt en kortskitse. I 1850 skrev historikeren Peter Andreas Munch en længere artikel, hvori han opsummerede diskussionerne om Skiringssal og det mulige handelssted ved Kaupang. Han foreslog også, at de mange gravhøje på stedet burde udgraves.

### Arkæologerne kommer på banen
Nicolay Nicolaysen tog ham på ordet. I 1866 havde Stortinget afsat en årlig bevilling til arkæologiske undersøgelser. Sommeren 1867 udgravede han 71 af de 115 gravhøje på Kaupang og tre på nabogården Søndre Huseby. Set med datidens øjne var undersøgelserne en skuffelse, idet de store og indholdsrige begravelser stort set glimrede ved deres fravær.
I 1902 tog Gustav Storm problemstillingerne omkring Skiringssal/Kaupang op, og dette kan have ansporet Gabriel Gustafson til nye udgravninger på Kaupang. Her udgravede han tre eller fire mindre gravhøje på Lamøya øst for Kaupangkilen. Men han gik ikke videre med undersøgelser her, sandsynligvis fordi han blev optaget med Osebergfundet en årrække fremover. Derefter skulle der gå mange år, før det var nogen arkæologisk aktivitet på stedet.
Historikerne fortsatte imidlertid at diskutere. Selv om man strengt taget ikke havde fundet noget konkret bevis for, at der havde ligget noget handelssted på Kaupang, begyndte man nu at tage det for givet. Halvdan Koht begyndte i 1921 at diskutere hvad, som var sket med handelsvirksomheden i området efter, at Kaupang var blevet nedlagt. Han mente, at den var blevet flyttet til Sem udenfor Tønsberg.

## Charlotte Blindheims undersøgelser

### De første fund
Efter krigen var det søskendeparret Astri og Hans Christian Jahnsen, som drev Nordre Kaupang gård. De havde et åbent øje for kulturminderne på gården, og de tog stadig vare på genstande, som kom frem ved jordarbejdet. I 1947 fik de brug for et sted at lagre turnips for vinteren, og de gravede et hul på højdedraget Bikjholberget, lige sydøst for tunet. Her fremkom der flere genstander, som lå tæt sammen, blandt andet fem bronzespænder og et sværd. Dette blev indsendt til Universitetets Oldsaksamling.
To år senere gravede de en ny grøft, ikke langt derfra, og fandt en mandsgrav med fuldt våbenudstyr og nagler fra en båd. Da drog Bjørn Hougen, daværende underbestyrer ved Oldsaksamlingen på inspektionsrejse til Kaupang. Han kunne blot konstatere, at søskendeparret Jahnsen havde taget op, hvad der var af genstande, han gav dem tilladelse til at grave videre og returnerede til Oslo. Det varede imidlertid ikke længe, før der fremkom flere genstande. Hougen sendte da konservator Charlotte Blindheim for at eftergrave fundstederne. Hun kunne konstatere, at det drejede sig om en kvindegrav fra vikingetiden, og hun rensede og eftergravede fundstedet. I løbet af dette arbejde fandt hun en tredje grav, det viste sig at være den langt rigeste af de tre. Blindheim vendte tilbage til Oldsaksamlingen med fundene, og det blev bestemt, at der måtte graves mere på Bikjholberget. Dette skulle blive begyndelsen på et mangeårig udgravningsprogram.

### Udgravningerne på Bikjholberget
Arbejdet begyndte i foråret 1950, og det fortsatte hver sommer frem til 1957. Da havde Blindheim og hendes assistenter afdækket i alt 540 m² og fundet 74 grave, de aller fleste af dem lå under flad mark uden nogen høj eller anden markering på overfladen. Alligevel mener Frans-Arne Stylegar, at der fortsat kan ligge firs grave i områder, som Blindheim ikke har afdækket. Dateringen af gravene er ifølge Blindheim til perioden 760 til 940.
Bikjholberget er i dag det sted, som besøgende bliver sluset frem til. Her er der god oversigt over terrænet, og der er opsat informationstavle og et plastisk kort over gravfelterne og bosættelsesområdet.

### Bosættelsesområdet
I sin analyse av gravskikken på Bikjholberget peger Blindheim på et par træk, som afviger fra det generelle billede for vikingtidens Vestfold. Hendes tolkning er, at dette er grave for en befolkning, som har været bosatte i en anden kontekst end bondebefolkningen, og at de har drevet hovedsagelig handel og håndværk. Men hvor havde de boet?
I løbet af udgravningerne havde Blindheim gjort sig godt kendt i området. Hun lagde mærke til, at de østvendte jorder vest for Bikjholberget havde påfaldende mørkt jordsmon. Hun overvejede, om det kunne være samme fænomen som på Birka, hvor bosætningsområdet allerede fra gammel tid var kendt som "Svarta Jorden" (Sorte Jord). Sommeren 1956 åbnede hun de første små prøvegravninger, og sommeren efter blev hele virksomheden lagt over til at fladeudgrave et mindre felt.
Udgravningerne foregik frem til 1967 og blev supplerede med et mindre felt, som blev gravet i 1974. Totalt blev 1,4 ha blotlagt, og afslørede fem komplette bygninger og dele af en sjette, to broer med tilhørende gangveje og seks brønde og gruber. En af bygningerne blev tolket som en helårsbolig, de andre som værksteder og lager.

### Tolkning
Arbejdet med Kaupangmaterialet tog lang tid. Grunden var hovedsagelig, at Blindheim måtte kombinere sit arbejde som fylkesansvarlig konservator for Vestfold med forskningsarbejdet. Gradvis kom hun og hendes medarbejdere frem til et helhedsbillede af Kaupang, og ikke mindst omgivelserne. En foreløbig præsentation af udgravningerne ble publiceret i Viking i 1969, men den fuldstændige publikation forelå ikke komplet førend i 1999.
Blindheims hypotese var, at Kaupang opkommer som handelssted omkring år 800, at bosættelsen har været nogenlunde stabil frem til, at den går gradvis ned gennem 900-tallet, og at virksomheden overføres til Tønsberg. Hun når altså samme konklusion som Koht men med den forskel, at Blindheim gør det på grundlag af konkrete fund.
Handelsstedet voksede frem med baggrund i en lokal kongemagt, antagelig for hele Vestfold, som har økonomiske og strategiske interesser i det. Denne kongemagt forbinder Blindheim med Ynglingeætten og forklarer fund af østlig oprindelse med deres kontakter mod Sverige. Nabogården nord for Kaupang hedder Huseby, og Blindheim mener blandt andet med baggrund i historikeren Asgaut Steinnes’ teorier, at dette er kongsgården. Videre, i tråd med Steinnes, antager hun, at navnet Huseby er af relativt ny dato, og at det er denne gård, som er det egentlige Skiringssal.
Det er værd at bemærke, at en af Blindheims medarbejdere var uenig med hende på et punkt. Ellen Karine Hougen, som arbejdede med glas- og keramikfundene fra Kaupang, havde en afvigende opfattelse af den politiske kontekst. Hun så Vestfold som en del af et dansk overherredømme. På den baggrund ville fremvæksten af handelsstedet være et resultat af dansk indflydelse, og må ses som en integreret del af bydannelserne i Sydskandinavien.
Charlotte Blindheim fortsatte arbejdet med Kaupang også efter, at hun formelt var gået af med pension. Men i 1997 var publikationen nær komplet, og hun overlod ansvaret til Dagfinn Skre. Da var der gået 23 år siden det sidste spadestik på Kaupang.

## Nye undersøgelser på Kaupang
Da Skre overtog ledelsen af Kaupang-undersøgelsen, gjorde han forskningsstatus. Siden Blindheims udgravninger 1950-73 var der gjort flere vigtige undersøgelser af tidlige bydannelser i hele Norden, blandt andet i Ribe og Birka. Store mængder af materiale var kommet til, meget var blevet offentliggjort, og feltmetoderne var blevet bedre udviklede. De problemstillinger, som forskere arbejdede med ved år 2000, kunne ikke besvares ud fra Blindheims undersøgelser. Det blev klart, at der var behov for nye undersøgelser i sortjordområdet på Kaupang.
Skre opsatte fem punkter, som skulle belyses gennem Kaupang-undersøgelsens udgravninger i sortjordområdet:
- Bosætningens karakter – fast eller sæsonmæssig
- Strukturen i bosætningen
- Bygningstyper
- Aktivitetsområder for forskellig håndværk og andre gøremål
- Datering af bosætningen og mulige variationer i aktiviteter over tid

### Udgravning af bosætningsområdet

#### Registreringsfasen
Det er almindeligt, at man før selve udgravningen undersøger området, som skal udgraves. Det giver sig selv, at man så for sig et langt og kompliceret feltarbejde og lagde megen vægt på den indledende fase. Arbejdet begyndte med at gå over hele bosætningsområdet og lede efter løsfund på overfladen af dyrket mark visuelt (såkaldt markrekognoscering), og med metaldetektor. Desuden benyttede man et magnetometer for at finde anomalier i jordsmonnet. Dette viste sig problematisk, eftersom dele af bjerggrunden på stedet er naturlig magnetisk. Man brugte også georadar og fandt anomalier, som kunne være menneskeskabte. For at måle dybden af jordsmonnet over undergrunden blev der systematisk nedstukket jordbor. Resultaterne fra registreringsfasen blev brugt for at planlægge selve udgravningen.

#### Udgravningsfasen
Selve udgravningerne begyndte allerede i 1999, først med søgefelter forud for anlæggelse af en gang- og cykelsti og vandledning. Dette som en ordinær forvaltningsgravning, men i regi af projektet. Gravningerne indenfor selve forskningsprojektet gik over tre feltsæsoner fra 2000 til 2002. I 2003 blev der foretaget en begrænset undersøgelse i vikingtidens havneområde.

#### Fundene
Genstandsmaterialet afspejler et vidt spekter af håndværk, handel og husholdningsaffald. Bevaringsforholdene for ben, gevir og metal var generelt dårlige. Alligevel lader genstandsmaterialet sig sammenligne med det, som er kendt fra for eksempel Ribe, Hedeby og Birka. Handel og håndværk lader sig påvise gennem hele Kaupangs levetid.

#### Bygningerne
Det almindelige Kaupanghus var relativt lille, med to par tagbærende stolper, centralt ildsted og jordgulv. Nogen af bygningerne har et adskilt rum i den ene ende. Indgangene er stort set i gavlene, som vendte mod havet. Enkelte bygninger har slående lighed med huse, som er fundet i den norrøne bosætning i Dublin. Brøndene er byggede på forskellig måde, med afstivning af fletværk, men også med laftet planke. Dette er noget af de aller tidligste eksempler på laftning, som er fundet i Norge. Broerne var antagelig byggede af tømmer og planker. Det, Blindheim tolkede som stenmoler, var antagelig stensatte gangveje over den lerede kyst.

### Konklusion
Udgravningerne bekræfter, at Kaupang blev etableret omkring år 800 på et område, hvor der ikke var etableret bosætning tidligere. Bosætningsområdet strækker sig langs datidens strandlinje, som lå ca. 3,5 m over nutidens. På det største var bosætningen 750 m lang og bredden varierede mellem 20 og 90 m. I alt dækkede den ca. 54 ha. De centrale dele var organiserede i parceller. De mere perifere dele var løsere organiserede og lader til at have haft en anden funktion end de centrale. Måske var de kun i brug periodevis eller i sæsoner. De nordligste dele af området blev en gang i sidste halvdel af 800-tallet, eller i begyndelsen af 900-tallet, udlagt til gravplads.
Kaupang var i brug frem til omkring 930. Da ophørte aktiviteten, tydeligvis ganske hurtigt, men det ser ud til at have været en vis virksomhed i 950-970-årene. Området voksede der efter til med skov. Mod slutningen af middelalderen blev stedet for størstedelens vedkommende opdyrket.

## Skiringssalen (?) på Huseby
Som nævnt ovenfor har forskere i mange år bidt mærke i, at nabogården til Kaupang hedder Huseby. Navnet deler den med 53 andre gårde i Norge og endnu flere i Sverige og Danmark. Stort set har de til fælles, at de er større end gennemsnittet, og ligger centralt i bygden. Historiske kilder viser, at de påfaldende ofte spiller en eller anden rolle i forhold til det tidlige kongedømme.
Navnet betyder "gården med mange og/eller store huse", og etymologisk set er ordet relativt nyt. Man er enig om, at disse gårdene oprindelig har haft et andet navn, og at de har fået navnet Huseby, da de får en ny rolle gennem det nye rigskongedømme.
Filologen Kåre Hoel foreslog i 1986, at Husebys egentlige navn var Skiringssal, "den lysende eller skinnende sal". Projektlederen for Kaupang-undersøgelsen 1998-2003, Dagfinn Skre, bestemte sig tidligt for at undersøge terrænet nærmere også på Huseby. Under de indledende registreringer i foråret 1999 kom et af registreringsholdene over en stor, planeret flade på toppen af Husebyhøjen, lige ved tunet på gården. Den var 36 m lang og op til 13 m bred, orienteret groft set nord-syd. Fladen blev identificeret som en mulig husterrasse. Sådanne finnes der en del af i Sverige, blandt andet på Helgö, ved Gamla Uppsala og på Hovgården ved Birka, men hidtil havde de været ukendte i Norge.
For at forsikre sig om, at dette virkelig var et kulturminde, blev der samme sommer gjort en prøvegravning. Fund af skørbrændt sten og brændt ler indikerede, at det virkelig kunne være spor af en bygning fra jernalderen. Sommeren 2000 blev platformen udgravet, og resultaterne var opsigtsvækkende.
En gang i 3-400-tallet var der bygget en gravhøj på stedet. I sidste halvdel af 700-tallet blev denne høj delvis udplaneret og dannet dele af husterrassen. På den blev det opført en stor halbygning, som må have stået der gennem hele 800-tallet. Senere, måske i 1000-tallet, blev det rejst en stor laftebygning her. Selve hallen var der nu kun lidt tilbage af, men på basis af de stolpehuller, som var bevarede, og af stenfundamenterne langs væggene mente man at konstatere, at hallen var maksimalt 11,5 m bred og omkring 35 m lang. Sådanne halbygninger blev sikkert kun bygget for og af det øverste aristokrati, en virkelig kongelig bygning. Fra Husebyhøjen er der direkte udsigt sydover mod bebyggelsen på Kaupang, og videre ud i Kaupangkilen. Bygningen må have virket meget kraftig i det let kuperede landskab. Det virker nærliggende at tro, at dette måske virkelig er Skiringssalen.

## Kaupang bliver nedlagt
Blindheims forklaring på, at Kaupang blev nedlagt, var, at landhævning og tilslamning gjorde havnen i Kaupangkilen ubrugelig, og at virksomheden derfor måtte flyttes.
Dagfinn Skre ser snarere historiske og politiske grunde til nedlæggelsen. Efter en længere gennemgang af sagalitteraturen, både ud fra egen læsning og tolkninger ved historikeren Claus Krag, konkluderer Skre, at Vestfold i merovingertiden var under dansk overherredømme. (Dette indebærer, at de lokale magthavere var gået i forbund med danskekongen og har anerkendt ham som overordnet, ikke at vestfoldingene var etnisk danske.) Det er derfor på dansk initiativ, at Kaupang grundlægges i årene omkring 800. Dette overherredømme ser ud til at svinde hen i løbet af første halvdel af 900-tallet. Dette igen må være en vigtig grund til, at virksomheden på Kaupang forsvandt gradvis og helt ca. 950. Da det danske kongedømme, særlig under kong Harald Blåtand, igen vinder terræn, vil danskerne igen åbne handelssteder i Norge, men denne gang ikke ved Kaupang. Mod slutningen af 900-tallet ser man nemlig sagte men sikkert opkomst af byer i Skien og i Oslo, men denne gang bydannelser af en anden og mere reguleret art end det, man ser i Kaupang. Dette er byer, som er anlagt ved direkte kongelig initiativ.

## Nutidens Kaupang
Landhævningen efter vikingetiden har gjort, at bosætningsområdet nu ligger et stykke fra vandkanten. På området har vernemyndigheten (svarer til fredningsmyndighederne i Danmark) givet forbud mod korndyrkning. Det dyrkes derfor græs, og store områder er udlagte som græsningsområde for får.